# Sint-Katelijne-Waver
Sint-Katelijne-Waver (các viết cũ: Kathelijne-Waver, tiếng Pháp Wavre-Sainte-Catherine) là một đô thị ở tỉnh Antwerp. Đô thị này gồm các thị trấn Onze-Lieve-Vrouw-Waver và nội thành Sint-Katelijne-Waver. Tại thời điểm ngày 1 tháng 1 năm 2006, Sint-Katelijne-Waver có dân số  19.577 người. Tổng diện tích là 36,12 km² với mật độ dân số là 542 người trên mỗi km².
Kinh tế của Sint-Katelijne-Waver dựa vào nghề làm vườn.

## Hình ảnh

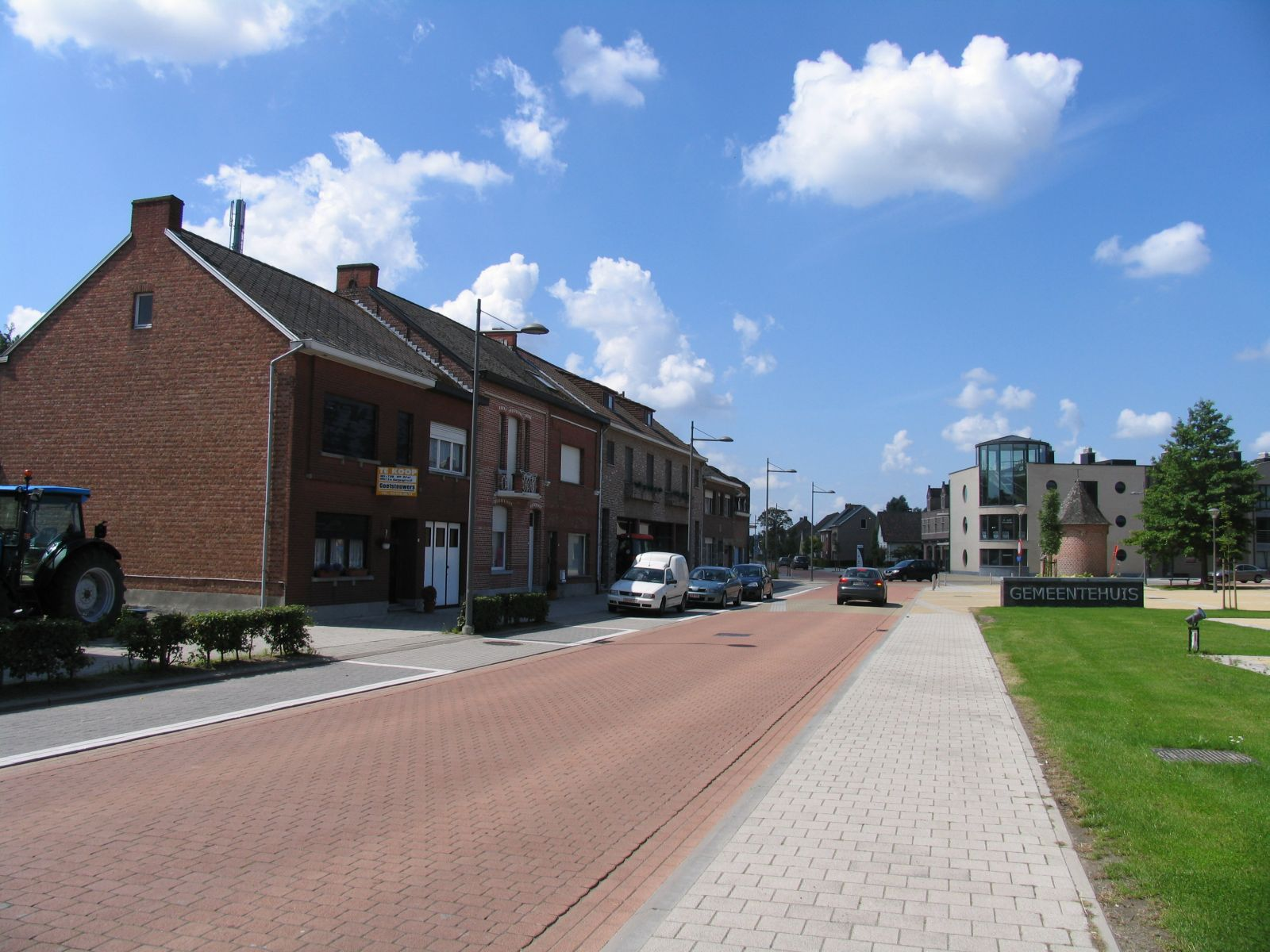
Leliestraat
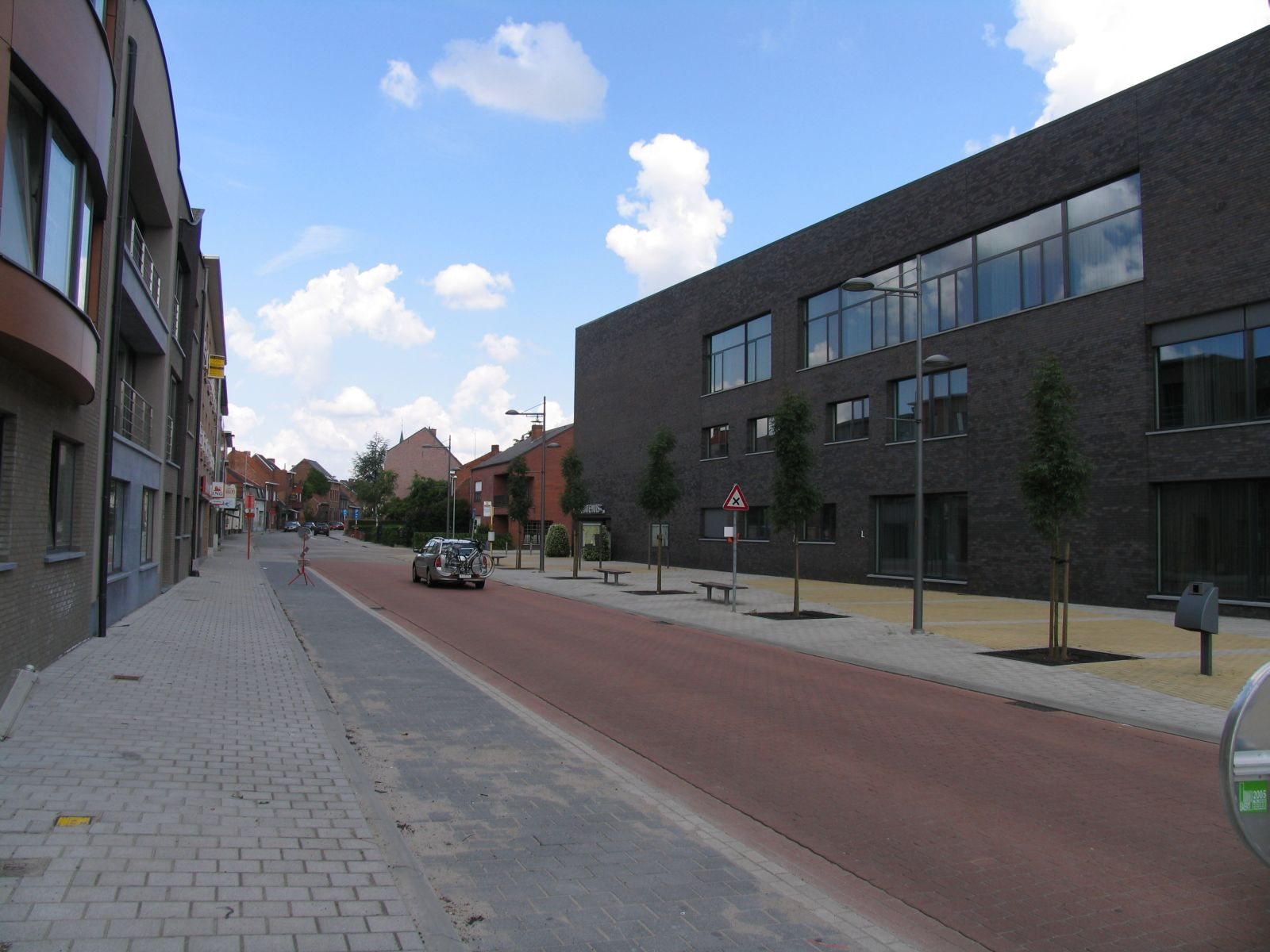
tòa thị chính
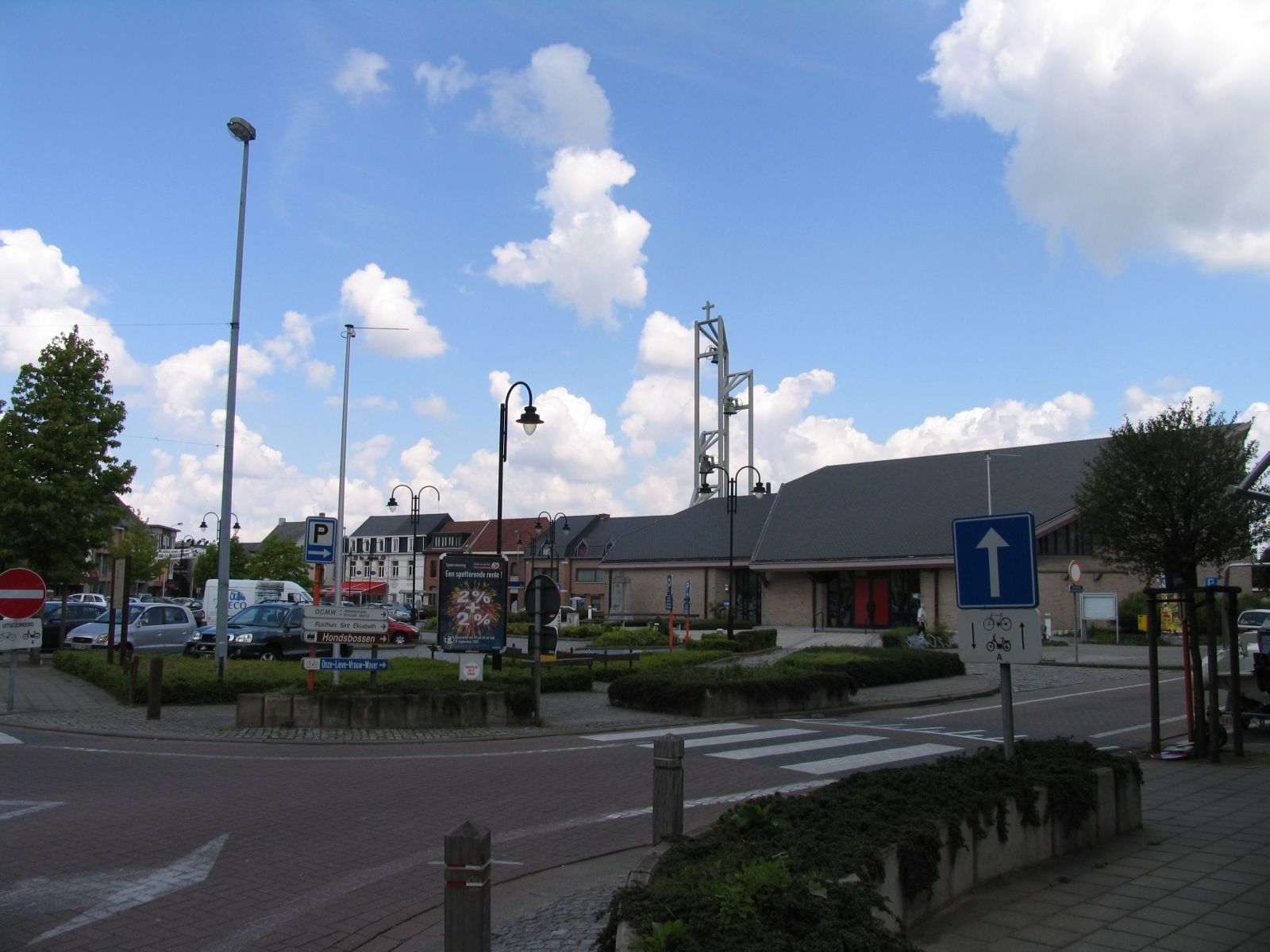
nhà thờ
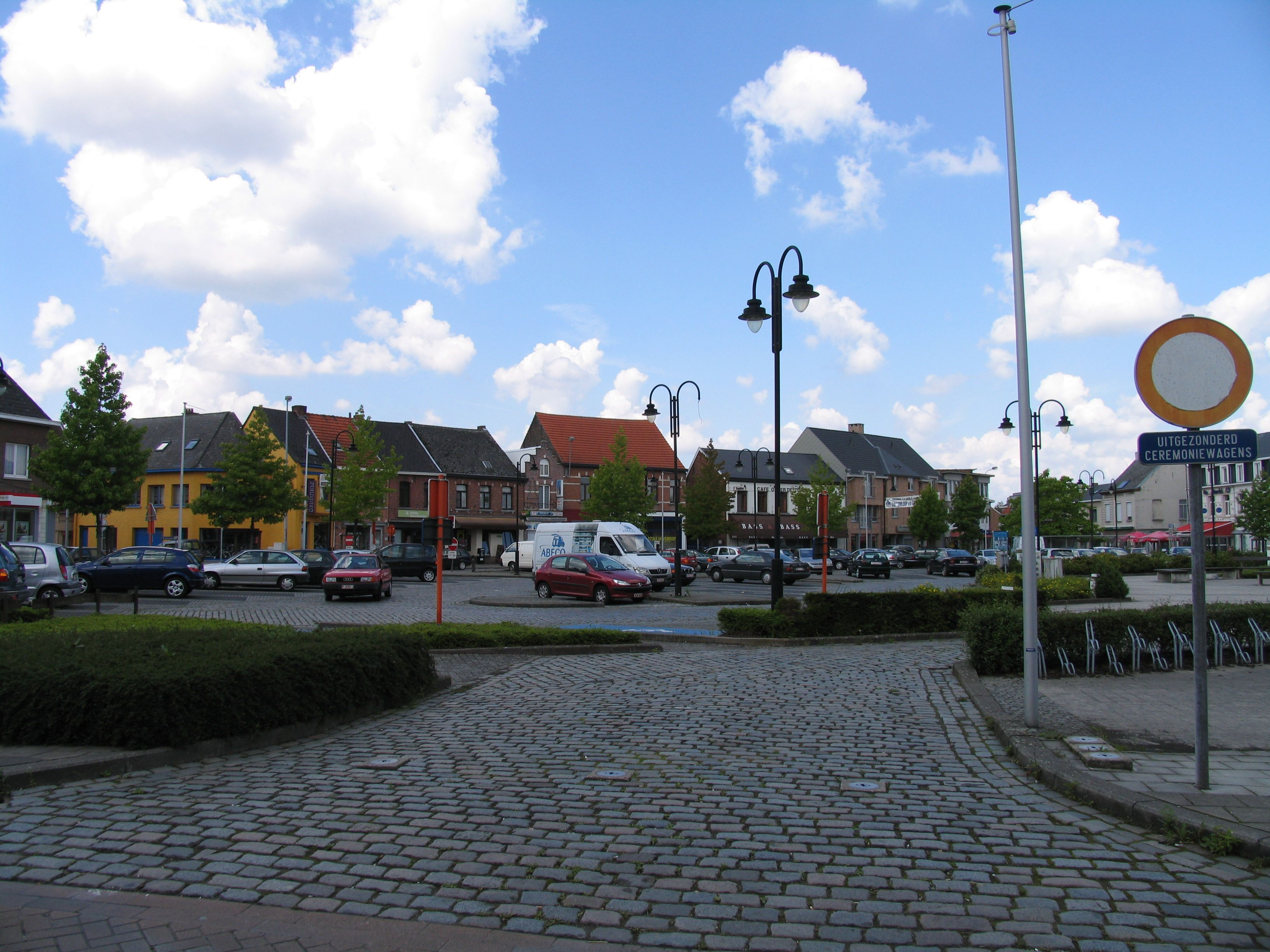
trung tâm
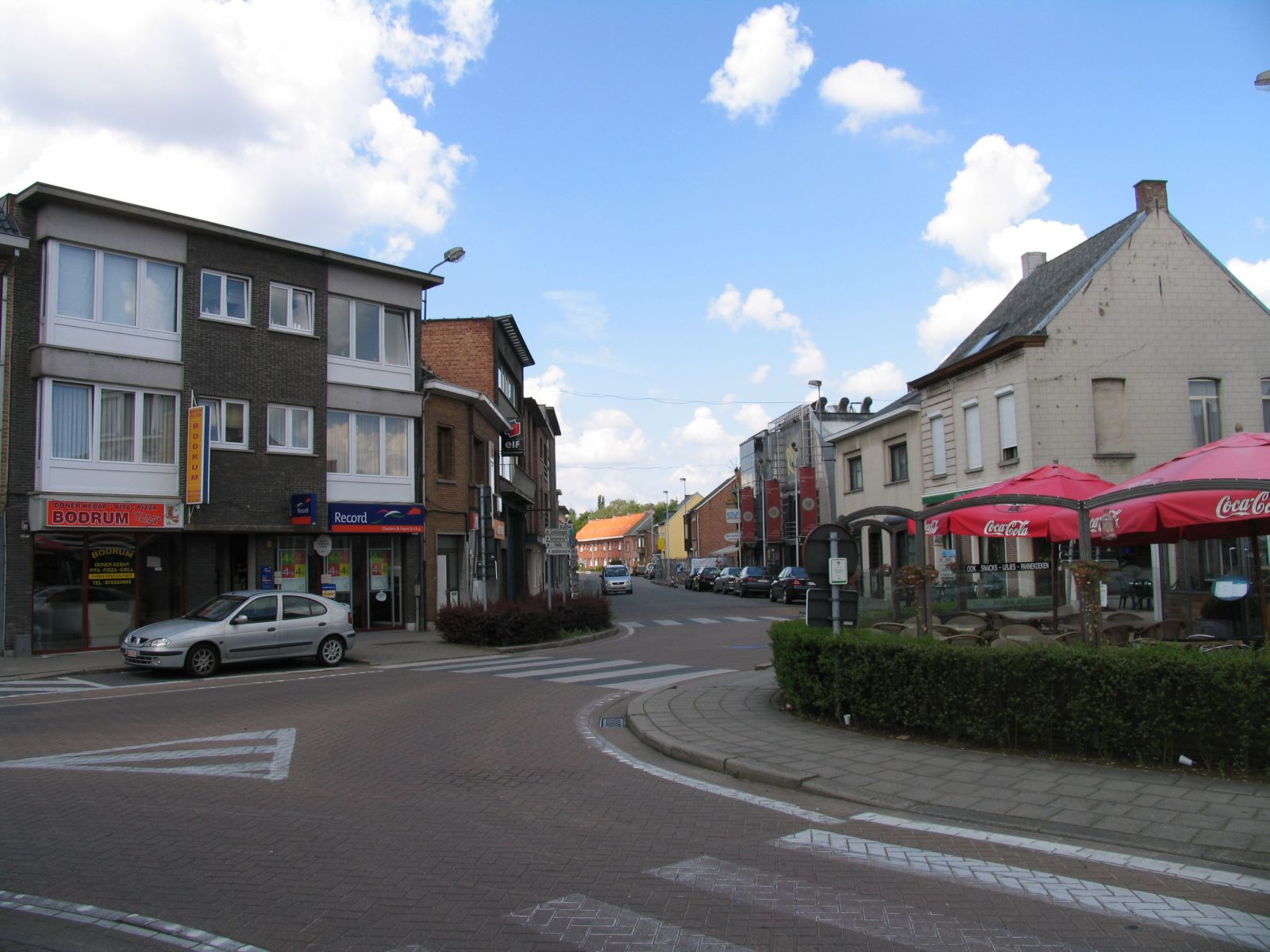
trung tâm